# 托尼·塞弗特
托尼·塞弗特（德語：Toni Seifert，1981年4月14日—），德国男子赛艇运动员。他曾代表德国参加世界赛艇锦标赛，获得二枚金牌和一枚银牌。他也参加了2008年和2012年夏季奥运会。